# SEXFRIEND 〜セックスフレンド〜
『SEXFRIEND 〜セックスフレンド〜』は、2003年3月20日にCODEPINKより発売された18禁のゲームである。ジャンルは学園性活シミュレーションである。後にメディアをDVD-ROMに変更した『SEXFRIEND DVD 〜セックスフレンド〜』が2006年7月28日にCODEPINKより発売された。両者の本編のストーリー内容は同じのため、本稿では断りのない限り両者の区別は行わない。

## 解説
本作は、『MAID iN HEAVEN 〜愛という名の欲望〜』のスタッフを中心に設立されたCODEPINKのデビュー作である。ビジュアル上の特徴として水彩画のような絵柄のほかパステルカラーを使っているなどの特徴がある。多くのHシーンにおいて衣服の有無、中出し、外出しの選択などの設定がある。

## システム
本作は恋愛アドベンチャーゲームながらも、『MAID iN HEAVEN 〜愛という名の欲望〜』のシステムを基にしたコマンド形式のSEXモードがあり、一回の行為には時間制限がある。ここでのコマンド選択により、体の相性が変化する。
男性側の興奮度を示す「DELDELメーター」があり、経験を積むと上限がアップする。「DELDELメーター」がマックスになると射精する。また女性側にも同様の興奮度メーターが内在していて、行為中両者をうまくコントロールする必要がある。女性側を絶頂に導くたびに、実行コマンドの経験値が上がり、より多彩な体位が可能となる。心の相性は、行為後の満足度として「ピロートーク」でうかがえる。十分満足させかつ行為自体が短時間で終われば、より多くのピロートークが可能となる。このピロートークの量は、ADVモードにおける双方の好感度とともに、ストーリーの分岐に影響する。

## ストーリー
高辺 智弘は、尽生学園の高校2年生である。ある日、教室で高校1年生の時からのクラスメイトである早瀬 美奈の妖艶な一言(あのさ、Hしない？)に誘惑されて、保健室で初体験(膣内射精)をした。二人は軽口をたたき合う程度のクラスメイトの関係からセックスフレンドになった。その後保健室だけでなく、映画館や学校のトイレ、教室、更衣室や自宅などでセックスをする様になっていったが、その内智弘は美奈が何を考えているのか分からず少しずつ関係性に悩んでいった…

## 登場人物

### 主要人物
高辺 智弘（たかべ ともひろ）※名前変更可能
声：ワッショイ太郎
普通の健康な男子である。成績は下位である。年頃の男子なので、性への興味がある。
状況に流されやすいが、ここぞというときの決断力はあり、やればできるタイプである。展開次第では美奈に危険日に膣内射精をして妊娠させる。その後に自身の子供を出産して育てる決意を固めた美奈に身の振り方を問われる。頭髪の色は栗色、目の色は紫色である。
早瀬 美奈（はやせ みな）
声：ダイナマイト♡亜美
身長162cm、B88／W61／H88、誕生日は5月21日、血液型はO型である。視力は両目とも1.1である。頭髪の色はルビー色、目の色は緑色である。
好きな食べ物はジャンクフード、甘い物、冷たい物、コーヒーである。嫌いな食べ物はなしで、なんでも食べる。
得意な科目は現国、数学、英語ある。苦手な科目は古文、美術、家庭科である。
気さくで可愛く、成績は常に300人中で50番台と優秀である。しかし、何かと男の噂が絶えない。
展開次第では夏休み明けに17歳で智弘の子供を身籠り、学校の屋上で「私、妊娠してるんだ。３ヶ月。君の子だよ」と智弘に妊娠したことを告白する。妊娠の直接の原因となるセックスについては、危険日期間を１日前倒しにして「コンドーム無しでいいよ」と智弘を誘惑して行為に及んだ。(理由は妙子先生に智弘を取られたくなかったからである)
しかし、智弘が射精しそうになった時になって漸く「怖いから」と膣外射精を要求した。しかし、智弘は美奈の要求を無視して膣内射精してしまい、美奈は「赤ちゃん出来ちゃう…｣「やめてって言ったのに…」と悲鳴を上げた。智弘自身は明確な「妊娠させる」という意思は持っておらず、「中でもいいって言ったじゃないか」、「一回くらいじゃ出来ないよ」と自身の快楽を優先した軽い気持ちで膣内射精してしまった。美奈はセックス自体は軽い気持ちでしていたが、妊娠することは想定外で、そうなってしまうことに対して普通の女の子と同じように恐怖心を感じていた。この時点で美奈は智弘以外の男子とはもうセックスはしていなかったので100％智弘の子供になる。赤ちゃんの父親が誰なのか判明しない状態を回避できたのはせめてもの幸いだっただろう。当然に高校生で同級生の子供を身篭ってしまい（妊娠は生理の遅れと検査薬を購入しての判定で判明したと推定される）、誰にも相談出来ずに一人で悩んだことは明白だったが、屋上では妊娠後に今後どうするか自身は既に決心していることを智弘に告白していること、智弘にどうしたいのか問い掛けていることから、たとえ智弘が責任を取ってくれなかった（認知を拒否されたり逃げてしまうなどの責任放棄をされた等の場合）としても一人で智弘の赤ちゃんを出産して育てることを決めたと思われる。赤ちゃんが出来たことは智弘の膣内射精が大きな原因だが、そもそも避妊無しのセックスを許したのは美奈自身であり、お腹の赤ちゃんに対し美奈が全く責任が無いとは言えないことを自覚した末、親の勝手で出来た子供を堕胎して殺すことは出来ないという結論に達したようだ。美奈の決意に対する智弘の回答は描写されていないが、智弘自身は美奈を愛していること、美奈が自分の子供を産もうとしていること、さらには想定外とはいえ自分のセックスでの膣内射精で美奈を妊娠させた責任があることや、生まれてくる子供を父親無しには出来ないこと、さらには美奈の不安や今後予想される苦労などから考えて最終的に責任を取り、美奈にその場でプロポーズし入籍して家族となり、一緒に子供を育てる道を選択したと推定される。「できちゃった結婚」になるが、家族の幸せが薄かった美奈にとっては結果的に苦労はしても幸せな家庭を持つ道が開けたことになる。想定外の妊娠でもやがてそれが二人の愛の結晶だと認識できるようにお互いになっていったことだろう。また夫婦になったことでお互いがセックスをする唯一の相手にもなった。その場合翌年の春、18歳の誕生日の前後に出産して母親になったと推定される。
富饒な家庭に育つが、身内に関するトラウマをもつことを匂わせる描写がある。双子の兄がいたが肉体関係を強要されかけたこと、その兄は交通事故で既に鬼籍に入っていること、両親は家に帰らないため豪邸で一人暮らしをしていることなどが彼女自身の口から語られている。
野々宮 華緒梨（ののみや かおり）
声：カンザキカナリ
身長151cm、B75／W51／H78、誕生日は5月5日である。
智弘の一つ下の後輩で、図書委員である。メガネと黄色いリボンが特徴的である。物静かながらも、図書室を荒らす者には『家庭の医学』で制裁を下すほど規律に厳しい。一方、思い込みが激しく、妄想癖がある。智弘が初体験の相手である。髪の毛の色は黒、目の色は茶色である。
野々宮 妙子（ののみや たえこ）
声：海原エレナ
身長168cm、B94／W66／H98である。
智弘の学校の保健教師で、華緒梨の姉である。眼が悪くメガネをしている。男子の理想を絵にかいたような保健教師であり、学生に対しては聖母のように接しているが、妖艶な一面をみせることもある。髪の毛の色は紫色、目の色は緑色である。

### その他の登場人物
蕪皿 月代（かぶさら つきよ）
声：伊藤瞳子
身長171.2cm、誕生日は4月1日である。
美奈の親友で幼馴染である。メガネを使用している。モデル体型である。朴訥だが実は人情派である。朝に美奈を起こしに来るなど、いつも美奈を見守っている。
赤坂 真紀（あかさか まき）
声：紫苑みやび
身長146.5cm、誕生日は3月3日である。
美奈の親友で、智弘の親友でもある。小柄で愛らしい容姿をしており、満作から憧憬を抱かれている。メガネを要するほど視力は低い。人間観察を趣味としている。
勉強は半ば趣味といえるほど得意で成績は上位である。
戸狩 満作（とがり まんさく）
身長147.3cm、誕生日は2月14日である。
智弘の親友である。メガネを使用している。一人称が「わし」など老人くさい言動が目立つ。堅物かつ純情な性格をしている。女性の趣味を突き詰めると「赤坂真紀」となる。趣味は勉学である。

## 開発

### キャスティング
ヒロインの美奈の役にはダイナマイト♡亜美が起用された。ダイナマイト♡亜美は演じるにあたり、当初は台詞が多いことからキャラクターを作った上で演技していたが、途中でキャラクターが変わりそうになり、素の自分を出す方法に切り替えたとサウンドトラックに寄せたコメントの中で語っている。

## 初回特典、通販特典など
抱き枕カバー「早瀬の巨乳抱き枕」
初回特典のスピードくじに当たればもらえる景品である。はずれても、はずれくじと代金をメーカーに送ることで入手が可能である。
DVD版には以下のような差異と特典がある。
- 初回・通常版とも
  - 書き下ろし新パッケージ。
  - ドラマCD「彼女が居間でしたいといったから」が添付。
- メーカー通販（通常版）
  - おまけ本（A6判・80ページの小冊子）
  - ドラマCD脚本、ミニインタビュー等収録。

## スタッフ
- 企画・ディレクション・キャラクターデザイン・原画：キリヤマ太一[5]
- シナリオ：まるちゃん（現：丸谷秀人）
- 音楽：milktub・feel
- 主題歌「セックスフレンドビートパンク」
  - 歌：ダイナマイト♡亜美、作詞：tama、作曲：milktub、編曲：藤間仁[6]

## 関連アイテム

### OVA
- グリーンバニーより発売された。全2巻である。

### CD
- 『SEXFRIEND / CODEPINK』2003年 8月20日発売、OMCP-30。CANDYPOP 壁紙データ収録。全21曲。
歌：ダイナマイト♡亜美（セックスフレンドビートパンク、so-new-start）
赤坂 真紀（まっくらみちのうた）
初回盤のみ、ダイナマイト♡亜美のサイン入り透明ピンク色のローターが同梱された「スペシャルパッケージ」があった。
メーカー通販（通常版）では特製ステッカーが付属。

### ファンブック
- 『SEXFRIEND GRATEST HITS!』MCプレス、2003年10月1日。ISBN 4-901972-01-4
トリプルカバー。書き下ろしポスター、データディスク同梱。

### 書籍
- 布施はるか著『SEXFRIEND 〜セックスフレンド〜』 パラダイム、2003年6月15日。ISBN 4-89490-184-6